# Beata Lassak
Beata Lassak (* 15. März 1994) ist eine polnische Biathletin.
Beata Lassak startete international erstmals im Rahmen der Olympischen Jugend-Winterspiele 2012 in Innsbruck und wurde mit der Biathlon- und Skilanglauf-Mixed-Staffel 21. Es folgten im Jahr darauf die Biathlon-Juniorenweltmeisterschaften 2013 in Obertilliach, bei denen die Athletin des BKS WP Kościelisko 60. des Einzels, 46. des Sprints, 48. der Verfolgung sowie Staffel-Elfte wurde. Daran schlossen sich die Juniorinnenrennen der Biathlon-Weltmeisterschaften 2013 in Bansko an, wo die Polin auf die Ränge 31 im Einzel, 35 im Sprint und 26 in der Verfolgung lief. In der Saison 2013/14 debütierte Lassak in Obertilliach im IBU-Cup und wurde 59. des Sprints, womit sie sich als Vorletzte für das Verfolgungsrennen qualifizierte, das sie als 54. beendete. Nächster Höhepunkt wurden die Biathlon-Europameisterschaften 2014 von Nové Město na Moravě. In Tschechien erreichte sie bei den Rennen der Juniorinnen 31. des Einzels, 36. des Sprints und 39. der Verfolgung. Für das Staffelrennen wurde sie an die Seite von Maria Bukowska, Anna Mąka und Katarzyna Wołoszyn in die polnische Frauenstaffel berufen, mit der sie Elfte wurde.